# تتويج تشارلز الثالث
تتويج تشارلز الثالث وزوجته كاميلا كملك وملكة قرينة للمملكة المتحدة وعوالم الكومنولث الأخرى حدث في 6 مايو عام 2023 في دير وستمنستر. وقد اعتلى تشارلز العرش في 8 سبتمبر عام 2022 بعد وفاة والدته إليزابيث الثانية.
جرى تنظيم الاحتفال متضمنًا طقسًا أنجليكانيًا للقربان المقدس (أفخارستيا). وشمل ذلك أداء تشارلز اليمين، ودهنه بالزيت المقدس، واستلام مجوهرات التتويج، مؤكدًا على دوره الروحي ومسؤولياته الدنيوية، ثم أعلن ممثلو كنيسة إنجلترا والعائلة المالكة البريطانية ولاءهم له، ودعي الشعب في جميع أنحاء عوالم الكومنولث لتقديم الولاء أيضًا. وتوجت كاميلا في حفل أقصر وأبسط. وبعد القداس اتجه أفراد العائلة المالكة إلى قصر باكنغهام في موكب رسمي وظهروا في الشرفات الخلفية والأمامية للقصر. وجرى تغيير الطقوس من مراسم التتويج البريطاني السابقة لتمثيل ديانات وثقافات ومجتمعات متعددة في جميع أنحاء المملكة المتحدة، وكانت المراسم أقصر منها في تتويج إليزابيث الثانية في عام 1953.
عمت الاحتفالات بسبب التتويج واندلعت كذلك الاحتجاجات في المملكة المتحدة وعوالم الكومنولث الأخرى. وتضمنت الاحتفالات في المملكة المتحدة حفلات الشوارع والتطوع وطقوس الكنيسة التذكارية الخاصة وحفلًا موسيقيًا في قلعة وندسور في 7 مايو. ووصلت ذروة مشاهدات التلفاز أثناء التتويج إلى 20.4 مليون شخص في المملكة المتحدة. وأشارت الاستطلاعات التي أجريت في أبريل عام 2023 إلى أن الجمهور البريطاني كان متناقضًا تجاه الحدث وتمويله؛ وقد اجتذبت الفعاليات في لندن ووندسور حشودًا كبيرة، لكن الجماعات الجمهورية احتجت عليها أيضًا. وقد جرى القبض على 52 متظاهرًا بتهم تتعلق بالاحتجاج، مما أثار انتقادات من هيومن رايتس ووتش. كما أقامت العوالم بما في ذلك أنتيغوا وباربودا وأستراليا وكندا ونيوزيلندا وبابوا غينيا الجديدة وجزر سليمان الاحتفالات. ومع ذلك استخدمت مجموعات معينة داخل عوالم الكومنولث الحدث للتعبير عن ميلهم للجمهورية ولتسليط الضوء على آثار الاستعمار البريطاني.
كان تتويج تشارلز وكاميلا أول تتويج لملك بريطاني في القرن الحادي والعشرين، والتتويج الأربعين في دير وستمنستر منذ تتويج ويليام الفاتح عام 1066.

## التحضير

### خلفية
أصبح تشارلز الثالث ملكًا فور وفاة والدته إليزابيث الثانية في الساعة 15:10 بالتوقيت الصيفي البريطاني يوم الخميس 8 سبتمبر عام 2022. وأعلنه مجلس الانضمام ملكًا للمملكة المتحدة يوم السبت 10 سبتمبر، وأعقب ذلك الإعلان في عوالم الكومنولث الأخرى. وخلال فترة حكم إليزابيث عُقدت اجتماعات التخطيط لتتويج تشارلز مرة واحدة على الأقل سنويًا، وحملت الاسم الرمزي «عملية الجرم السماوي الذهبي»، وحضرها ممثلو الحكومة، وكنيسة إنجلترا، وموظفو تشارلز.

### الخدمة والموكب
كان تنظيم حفل التتويج من مسؤولية الإيرل مارشال إدوارد فيتزالان هوارد. ورتبت لجنة من المستشارين الخاصين الحدث. وفي 11 أكتوبر عام 2022 جرى الإعلان عن تاريخ التتويج في 6 مايو عام 2023، وهو خيار تقرر لضمان وقت كافٍ للحداد على وفاة الملكة إليزابيث الثانية قبل إقامة الحفل.
جرى إنشاء مكتب مطالبات التتويج داخل مكتب مجلس الوزراء للتعامل مع طلبات تأدية دور تاريخي أو احتفالي في التتويج، ليحل محل محكمة المطالبات. ومنصبا اللورد السامي المنظم واللورد السامي الشرطي لإنجلترا الذين يمنحان فقط خلال فترة مراسم التتويج، أعطيا للجنرال السير غوردون ماسنجر والأدميرال السير توني راداكين، على التوالي.
وجرى طقس دهن الزيت المقدس في كنيسة القيامة في 6 مارس عام 2023 من قبل البطريرك ثيوفيلوس الثالث من القدس تحت إشراف حسام نعوم رئيس أساقفة الكنيسة الأنجليكانية في القدس. وقد اعتمدت نفس صيغة الزيت المستخدم في تتويج إليزابيث الثانية، ولكن دون منتجات حيوانية مثل الزباد.
جرت بروفات الزي العسكري في 17 و18 و19 من شهر أبريل. وفي 3 مايو حضر تشارلز وكاميلا وويليام أمير ويلز وكاثرين أميرة ويلز وأطفالهما والأميرة الملكية آن تدريبات التتويج في دير وستمنستر.
أغلقت كنيسة وستمنستر أمام السياح والمصلين اعتبارًا منذ 25 أبريل من أجل الاستعدادات، ولم يعد افتتاحها حتى 8 مايو. كما هو الحال في التتويج السابق لم يكن لدى العديد من الحاضرين إطلالة واضحة، حيث امتلأ صحن الدير لأقصى سعة.

### الضيوف
كان التتويج حدثًا حكوميًا ممولًا من الحكومة البريطانية، والتي قررت أيضًا قائمة الضيوف. جرت دعوة ما يقرب من 2200 ضيف من 203 دولة. وكان من بينهم أعضاء من العائلة المالكة البريطانية، وممثلين عن كنيسة إنجلترا وغيرها من الطوائف الدينية البريطانية، وسياسيين بارزين من المملكة المتحدة والكومنولث، ورؤساء دول أجانب.
انخفض عدد الحاضرين السياسيين البريطانيين بشكل كبير منذ عام 1953، عندما حضر البرلمان البريطاني بأكمله تقريبًا. ووجهت الدعوات إلى 850 من ممثلي المجتمع والجمعيات الخيرية، بما في ذلك 450 من الحاصلين على ميدالية الإمبراطورية البريطانية و400 شاب، نصفهم رشحته الحكومة البريطانية. وقيّدت لوائح السلامة في دير وستمنستر عدد الضيوف، وعلى عكس التتويج السابق لم يجري وضع أجنحة مؤقتة في المبنى.
بالإضافة إلى التتويج حضر العديد من الشخصيات البارزة المدعوة إلى الحدث التجمعات ذات الصلة التي استضافها تشارلز في 5 مايو في لندن. واستضاف تشارلز عدة حفلات استقبال في ذلك اليوم، بما في ذلك واحدة لكبار الشخصيات من دول الكومنولث في قصر باكنغهام، واستقبال آخر في مارلبورو هاوس لجميع قادة الكومنولث. وفي المساء استضاف الملك حفل استقبال للعائلات المالكة الأجنبية وكبار الشخصيات الأجنبية الأخرى في قصر باكنغهام، كما حضر أفراد الأسرة والضيوف حفل استقبال في أوزوالد.

### الأردية والتيجان
خلافًا للتقاليد كان رداء تتويج تشارلز (الملابس الاحتفالية) معاد الاستخدام من مراسم التتويج السابقة بدلًا من صنع واحد جديد. في حين أنه من المعتاد إعادة استخدام السوبرتونيكا والثوب الملكي، فقد ارتدى تشارلز أيضًا ثيابًا استخدمها في البداية جورج الرابع، وجورج الخامس، وجورج السادس، وإليزابيث الثانية. وبالمثل كان رداء كاميلا معاد الاستخدام، بما في ذلك رداء الدولة الخاص بإليزابيث الثانية، ولكنها ارتدت أيضًا رداء دولة جديدًا يصور السايفر، ونحلًا، وخنفساء، ونباتات وأزهارًا مختلفة. كما ارتدت ثوبًا جديدًا للتتويج، صممه بروس أولدفيلد مطرزًا بالأزهار البرية، وشعارات الزهرة الملكية للمملكة المتحدة، وزوج من الكلاب، وأسماء أحفادها.
أخرج تاج القديس إدوارد، الذي استخدم لتتويج الملك، من برج لندن في ديسمبر عام 2022 لتعديل حجمه. وفي فبراير عام 2023 أخرج تاج الملكة ماري، الذي استخدم لتتويج كاميلا، من العرض ليناسب ماسة كولينان الثالثة والرابعة والخامسة ولإزالة أربعة من أقواسه الثمانية القابلة للفصل. ولم يجري استخدام تاج الملكة إليزابيث الملكة الأم لتجنب نزاع دبلوماسي محتمل مع الهند؛ إذ يحتوي التاج على ماسة كوه نور، والتي تطالب بها المستعمرة السابقة.
كانت قواعد اللباس بالنسبة للأقران الذين ليس لهم دور في الحفل هي بدلات عمل أو أردية برلمانية، بدلًا من تيجان التتويج وأردية التتويج وملابس البلاط التي يجري ارتداؤها تقليديًا. وقد جرى تغيير هذا في الأسبوع الذي سبق التتويج بعد الاحتجاجات، حيث سُمح للأقران بارتداء أردية التتويج ولكن دون التويجات. كان اللباس العام للرجال هو البدلات الرسمية ذات الستر الطويلة، أو البدلات الرسمية المعتادة، أو الزي الوطني.